# Libro del Chiodo
El libro del Chiodo es un documento medieval del gobierno de la ciudad de Florencia donde los guelfos «negros» registraban las condenas realizadas en contra de sus oponentes gibelinos o güelfos «blancos» desde 1268 hasta 1369.
Recibe su nombre por los clavos (en italiano chiodo) que sirven para su empastado. Es un documento importante para la historia de Italia debido –entre otras cosas– a que en él se encuentra el registro de la condena al exilio de Dante Alighieri.

## Tradición manuscrita
El libro se conserva en el Archivio di Stato de Florencia bajo Capitani di Parte Guelfa, Numeri rossi 20 y está formado por las copias de seis documentos: y el original de la resolución güelfa sobre dónde registrar a Lapo da Castiglionchio como «devastador y traidor» de la parte güelfa. Además de la condena de Dante, se encuentran copias de las «amnistías» concedidas a algunos güelfos blancos aun cuando se confirman las condenas no solo de Dante sino también del padre de Petrarca.
En el mismo archivo (bajo Capitoli, Registri 19A) se encuentra la primera parte del Libro del Chiodo en un manuscrito que sin duda es anterior a la versión mencionada en el párrafo anterior, más aún: uno depende del otro, aunque no resulta claro que uno sea copia directa del otro, ya que los errores de copia pueden haber sido causados por otros manuscritos intermedios
Ambos manuscritos son copias con al menos 50 años desde la redacción de sus originales. En el caso de Capitoli, Registri 19A se da una indicación sobre el original:

Ego Ubaldinus Bartoli Beneventi de Florentia, imperiali auctoritate iudex ordinarius et notarius publicus, predicta omnia suprascripta in presenti quaterno octo cartarum ex actis et libris condempnationum communis Florentie in camera dicti communis existentibus hic fideliter exemplando transcripsi et publicavi.
Yo, Ubaldino Bartoli Beneventi de Florencia, juez ordinario y notario público por autoridad imperial, transcribí y publiqué fielmente aquí todo lo anterior en este cuaderno de ocho fascículos a partir de las actas y libros de las condenas del Comune de Florencia, [actas] que se encuentran en la Cámara de ese Comune

## Ediciones
El texto ha sido objeto de dos ediciones impresas:
- Il Libro del Chiodo, edición crítica preparada por Fabrizio Ricciardelli, en Fonti per la storia dell'Italia Medievale 9, Istituto storico italiano per il Medio Evo, Roma 1998
- Il Libro del Chiodo. Riproduzione in fac-simile e edizione critica, edición crítica preparada por Francesca Klein, Edizioni Polistampa, Florencia 2004

### Para profundizar
- Isidoro del Lungo, «Il Libro del Chiodo e le condannagioni fiorentine del 1302» en Archivio storico italiano IV, 7 (1881), p. 204-216
- Isidoro del Lungo, «Le Liste della Proscrizione dei Ghibellini dal 1267 al 1269» en apéndice al volumen: «Una vendetta in Firenze il giorno di San Giovanni del 1295», en Archivio storico italiano IV, 18 (1886)

- Datos: Q5974983